# Kawasaki GTR 1000
La GTR 1000 è una motocicletta, dedicata principalmente al turismo a lungo raggio, prodotta dalla casa motociclistica giapponese Kawasaki Heavy Industries Motorcycle & Engine dal 1986 al 2003 e conosciuta su alcuni mercati anche come Concours.

## Contesto
La GTR 1000 venne presentata sui mercati internazionali nel 1986: era derivata dalla GPZ 1000 RX, ma si presentava come una motocicletta dotata di ampia carenatura protettiva e di accessori classici per il mototurismo, come le borse laterali (sganciabili) che potevano essere accoppiate anche con un bauletto posteriore.
Come le concorrenti del tempo era dotata di trasmissione finale a giunto cardanico che offriva una minor necessità di manutenzione rispetto a quella a catena. Nella prima versione presentata era dotata di un propulsore in grado di erogare circa 100 cv, la cui potenza venne poi leggermente ridotta per gli adeguamenti subiti in virtù delle leggi anti-inquinamento.
Ottenne un discreto successo, rimanendo in listino della casa per 17 anni senza modifiche sostanziali, e venne sostituita, dopo alcuni anni dal termine della produzione avvenuta nel 2003, dal nuovo modello di maggior cilindrata, la Kawasaki GTR 1400 presentata nel 2007.